# Fritz Schwager
Fritz Schwager (* 1913 in Knittelfeld; † 1966 in Erfurt) war ein österreichischer KPÖ-Politiker. Er war Häftling des KZ Dora-Mittelbau und nach 1945 Funktionär der SED.

## Leben
Schwager erlernte nach dem Besuch der Volksschule den Beruf des Schlossers. Er wurde Mitglied der Gewerkschaft und trat in die Sozialdemokratische Arbeiterpartei (SDAP) ein. Als Teilnehmer an den Februarkämpfen flüchtete er 1934 in die CSR und trat dort der KPÖ bei. Im selben Jahr fuhr er in die Sowjetunion, wo er eine Parteischule besuchte. Er kehrte 1935 über Brunn wieder nach Österreich zurück.
Bereits 1936 wurde er wegen illegaler Betätigung in Wien zu vier Monaten Arrest verurteilt. Nach seiner Haftentlassung war er als Instruktor des Zentralkomitees der KPÖ bis zum Einmarsch der Hitlertruppen in Österreich tätig.
1938 bot sich eine Legalisierung an, und Schwager konnte in seinem erlernten Beruf arbeiten. Er kam nach Timelkam zur OKA auf Montage, wo er Kontakt mit den Kommunisten in diesem Betrieb schloss. Diese wiederum stellten eine Verbindung bis Goisern her. Die Gestapo wusste später zu vermerken, dass er „an zahlreichen Besprechungen und Zusammenkünften hoher Funktionäre der KPÖ teilgenommen und eine Verbindung zwischen dem  Zentralkomitee in Wien und den in Oberdonau bestehenden illegalen Gruppen hergestellt“ habe. 
Am 4. März 1941 wurde Friedrich Schwager abermals verhaftet und ins Kreisgericht Wels eingeliefert. Dort wurde er gemeinsam mit dem aus Goisern stammenden Kommunisten Alois Straubinger in einer Zelle inhaftiert. In Befürchtung des Todesurteils für ihn drängte Schwager auf Flucht. Bei einem Besuch seiner Frau gelangte er zu einer Eisensäge, mit der ein Gitterstab durchgeschnitten werden konnte. Am 10. Juli 1942 nachts gelang die Flucht. 
Friedrich Schwager wurde am 21. November 1942 neuerlich festgenommen und am 20. Februar 1943 wegen „Vorbereitung zum Hochverrat“ vom Volksgerichtshof zum Tod verurteilt. Danach kam er ins KZ Dora-Mittelbau. 
Nach der Befreiung 1945 ging er in die nächstgelegene Stadt Nordhausen und wurde Politischer Sekretär der KPD-Kreisleitung. 1946 wurde er paritätischer Kreisvorsitzender in der Sozialistischen Einheitspartei Deutschlands (SED). Schwager gehörte zu den verlässlichen Befolgern einer moskautreuen Linie der SED-Führung unter Wilhelm Pieck. Von 1949 bis 1951 wurde er als 1. Sekretär der SED-Kreisleitung nach Gera entsandt, um den dort in der SED noch vorhandenen starken Einfluss ehemaliger Sozialdemokraten zurückzudrängen. 1952 wurde er zunächst Mitarbeiter, dann Mitglied des Rates des Bezirkes Erfurt für Landwirtschaft, wo er 1966 verstarb.

## Kritik
In der „Internationalen wissenschaftlichen Korrespondenz zur Geschichte der deutschen Arbeiterbewegung“ wurde Schwager mit der Einschleusung von V-Leuten in kommunistische Widerstandsgruppen in Verbindung gebracht.